# Bọ ngựa Carolina
Bọ ngựa Carolina (danh pháp hai phần: Stagmomantis carolina) là một loài bọ ngựa thuộc Họ Bọ ngựa. Đây là loài bản địa Nam Hoa Kỳ và là một trong sáu loài tìm thấy ở Bắc Mỹ. Nó dài khoảng 2,5 in (64 mm).